# Lannen
Lannen (luxemburgisch Lannenⓘ) ist eine Ortschaft im Nordwesten Luxemburgs.
Lannen gehört zur Gemeinde Redingen/Attert und zählt 105 Einwohner.

## Galerie

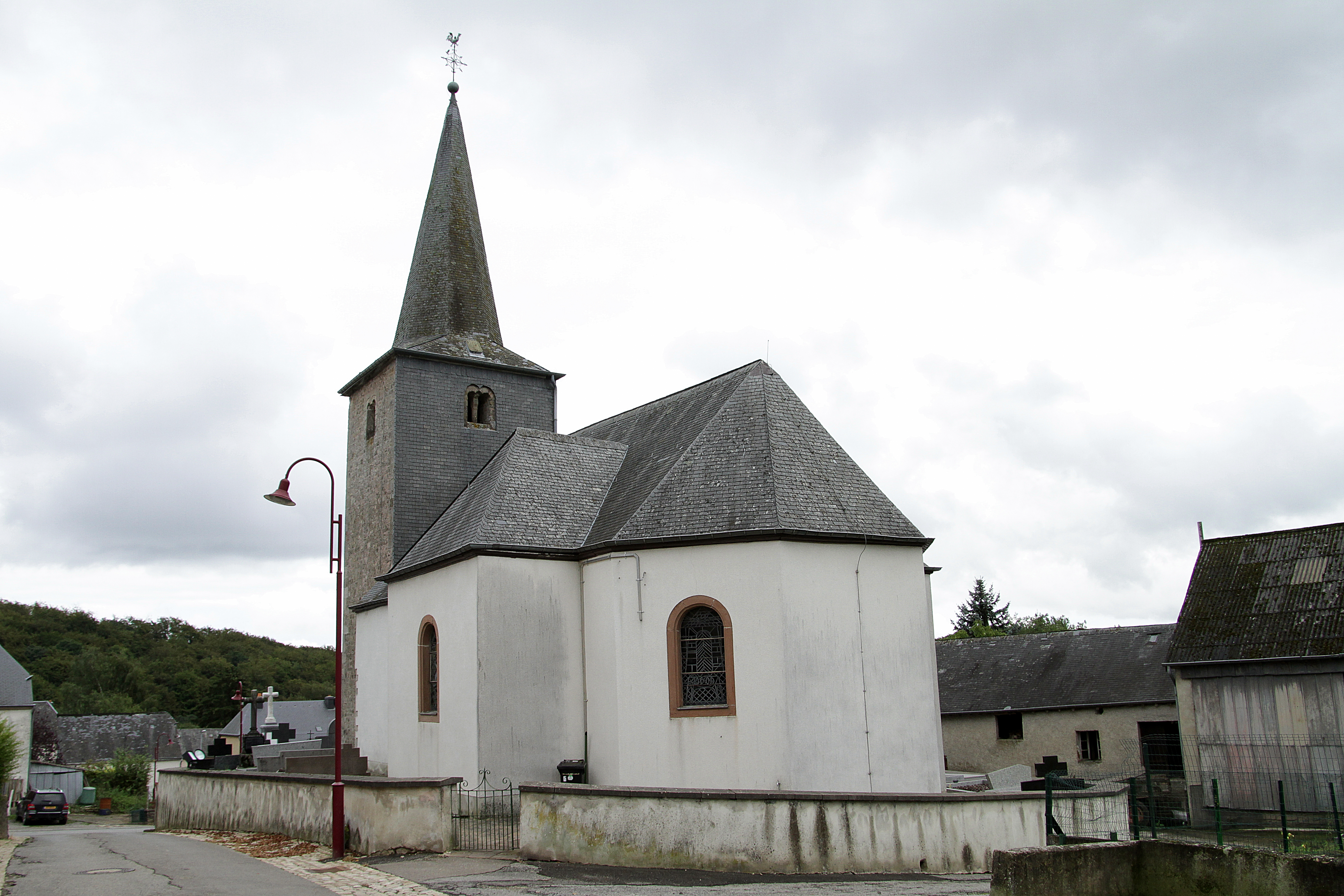
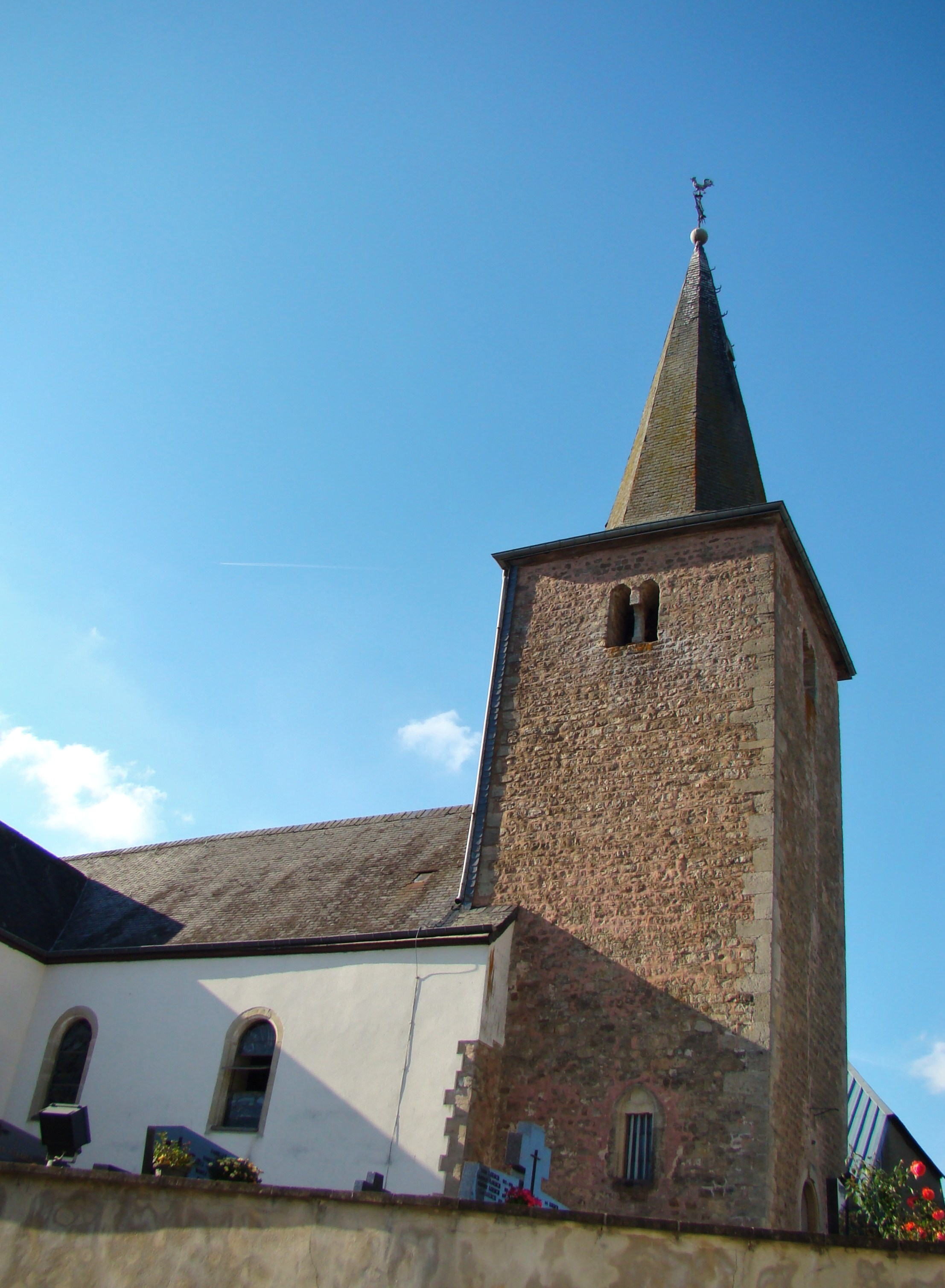
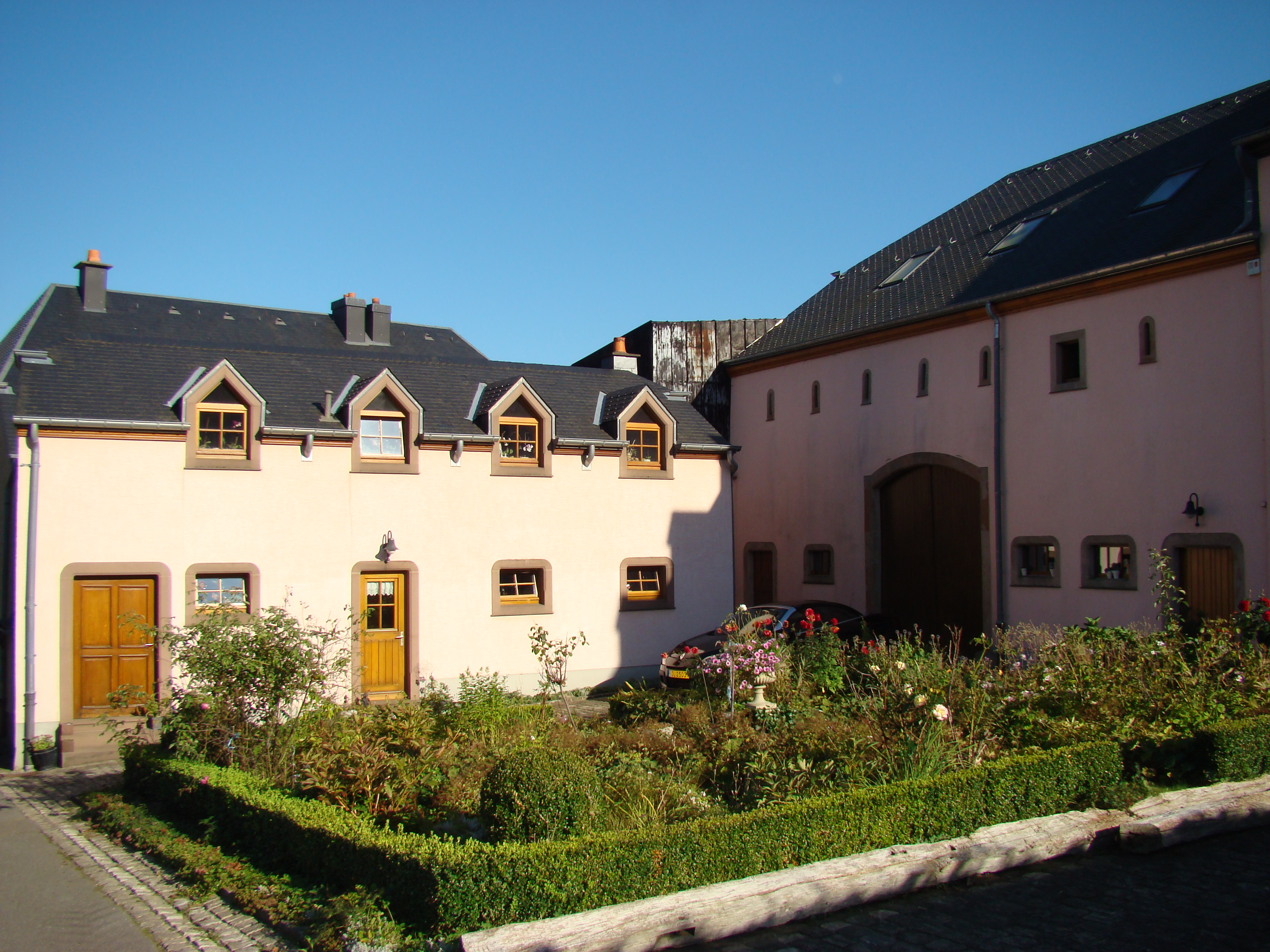